# 岩山镇 (龙岩市)
岩山乡，是中华人民共和国福建省龙岩市新罗区下辖的一个乡镇级行政单位。

## 行政区划
岩山乡下辖以下地区：
芹园村、佳山村、元青村、龙山村、丹畲村、莱山村、玉宝村、黄固村、山前村、小丁坑村、刘坑村、后埔村和里寮村。